# Comando de Aeródromo A (o) 5/XII
El Comando de Aeródromo A (o) 5/XXI (Flieger-Horst-Kommandantur A (o) 5/XII) fue una unidad de la Luftwaffe durante la Segunda Guerra Mundial.

## Historia
Fue formado el 1 de abril de 1944 en Giessen, a partir del Comando de Pista de Aterrizaje A 32/XII. El 15 de junio de 1944 es renombrado como Comando de Aeródromo A (o) 21/VII.

## Comandantes
- Mayor Fritz Schuster – (1 de abril de 1944 – 15 de junio de 1944)

## Servicios
- abril de 1944 – junio de 1944: en Giessen bajo el Comando de Base Aérea 2/XII.

## Orden de Batalla

### Unidades adheridas
- Comando de Pista de Aterrizaje Merzhausen
- Comando de Pista de Aterrizaje Nidda